# フランクリン・バングルプ
- フランクリン・ファンフルプ
- フランクリン・ファンガープ
- フランクリン・ファングープ

フランクリン・バン・グルプ（Franklin Van Gurp, 1995年10月26日 - ）は、オランダ領アンティルのセント・マーチン島フィリップスブルフ出身のプロ野球選手（投手）。右投右打。

## 経歴

### プロ入り前
シント・マールテンのポニーリーグ、リトルリーグで野球を始める。当初は捕手であり、打率.583をマークする好打者であった。9歳になると母親の母国であるドミニカ共和国に移住した。
高校卒業後はアメリカ合衆国に渡り、チポラ大学に入学。2014年は捕手として練習を行いつつ投球練習も行っていた。翌年、投手転向を果たすと24回1/3イニングを投げ、防御率5.92、32奪三振。野手としても19試合に出場し、打率.267、出塁率.389という記録を残した。しかし、腕を負傷しトミー・ジョン手術を受けたことにより、2016年は1年間試合から遠のくこととなった。
2017年にチポラ大学からフロリダ国際大学に転校。大学リーグでは19試合に登板し0勝1敗2セーブ防御率2.91、32奪三振という記録を残した。

### ジャイアンツ傘下時代
2017年6月のMLBドラフト25巡目でサンフランシスコ・ジャイアンツから指名を受け、契約。AA級～A級のチームで3シーズンプレーした。

### パドレス傘下時代
2019年6月10日にはアレックス・ディカーソンとのトレードでサンディエゴ・パドレスに移籍。在籍中はA+級、A級のチームでプレーした。オフに開催された第2回WBSCプレミア12のオランダ代表に選出された。同大会では1試合に登板した。
2021年3月26日、フリーエージェントとなる。

### マリナーズ傘下時代
2021年6月30日にシアトル・マリナーズに入団し、A+、ルーキー級のチームでプレーした。
オフの11月7日にフリーエージェントとなる。

### オランダリーグ時代
2022年は母国オランダ国内のリーグであるホーフトクラッセのアムステルダム・パイレーツに入団。9試合で3勝0敗、防御率1.42、17奪三振という記録を残した。また、欧州チャンピオンズカップにおいても3試合に登板した。さらに、7月に開催されたハーレムベースボールウィークにもオランダ代表として出場した。

### 独立リーグ時代
2022年8月5日に独立リーグであるアトランティックリーグのガストニア・ハニーハンターズに入団。16日に僅か11日という早さで解雇されると、26日には同リーグのヨーク・レボリューションに入団した。アトランティックリーグでは13試合に登板し、防御率1.17を記録した。
オフにはドミニカ共和国のウィンターリーグであるリーガ・デ・ベイスボル・プロフェシオナル・デ・ラ・レプブリカ・ドミニカーナ(LIDOM)のエストレージャス・オリエンタレスでプレー。2023年2月、第65回カリビアンシリーズにキュラソー代表ワイルドキャッツKJ74の一員として出場した。
2023年3月に開催された第5回ワールド・ベースボール・クラシック(WBC)のオランダ代表に選出された。同大会では3試合で2回2/3イニングを無失点に抑えた。その後、アトランティックリーグのロングアイランド・ダックスに入団。25試合で1勝、防御率1.85、36奪三振という成績を残した。9月に開催されたヨーロッパ野球選手権大会では3試合で3回2/3イニングを投げ、7奪三振を記録した。
10月23日に開催された中東と南アジアを拠点とするリーグであるベースボール・ユナイテッドのドラフトにおいてカラチ・モナークスからウェーバー順9巡目に指名を受け、ロースター入りした。
オフはLIDOMのトロス・デル・エステ、ベネズエラのウィンターリーグであるリーガ・ベネソラーナ・デ・ベイスボル・プロフェシオナルのカルデナレス・デ・ララでプレーした。2024年2月の第66回カリビアンシリーズではキュラソー代表のキュラソー・サンズでプレーした。
2024年3月6日と7日に開催されたカーネクスト侍ジャパンシリーズ2024では欧州代表に選出された。第1戦に5番手で登板し、1回2/3を無失点に抑えている。

### くふうハヤテ時代
2024年7月2日に同年からウエスタン・リーグに参加することになったくふうハヤテベンチャーズ静岡への入団が発表された。背番号は26。同月9日の阪神タイガース戦で来日初登板初先発し、2イニングで4四球を与え、直球の最速140km/hなどと調整が十分でない部分がありながらも、安打は1つも許さない投球内容だった。
シーズンでは主に先発として10試合に登板し、0勝6敗、33奪三振、防御率5.87という成績を残した。10月2日に球団から退団が発表された。

## 選手としての特徴
サイドスローから多彩な変化球を投げ、スライダーを武器とする。直球の最速は148km/h。
崇敬する選手はペドロ・マルティネス。

## 詳細情報

### WBSCプレミア12での投手成績
| 年 度 | 代 表    | 登 板 | 先 発 | 勝 利 | 敗 戦 | セ ｜ ブ | 打 者 | 投 球 回 | 被 安 打 | 被 本 塁 打 | 与 四 球 | 敬 遠 | 与 死 球 | 奪 三 振 | 暴 投 | ボ ｜ ク | 失 点 | 自 責 点 | 防 御 率 |
| ----- | -------- | ----- | ----- | ----- | ----- | -------- | ----- | -------- | -------- | ----------- | -------- | ----- | -------- | -------- | ----- | -------- | ----- | -------- | -------- |
| 2019  | オランダ | 2     | 0     | 0     | 0     | 0        | 8     | 1.2      | 1        | 1           | 0        | 0     | 1        | 2        | 1     | 0        | 2     | 1        | 5.40     |

### WBCでの投手成績
| 年 度 | 代 表    | 登 板 | 先 発 | 勝 利 | 敗 戦 | セ ｜ ブ | 打 者 | 投 球 回 | 被 安 打 | 被 本 塁 打 | 与 四 球 | 敬 遠 | 与 死 球 | 奪 三 振 | 暴 投 | ボ ｜ ク | 失 点 | 自 責 点 | 防 御 率 |
| ----- | -------- | ----- | ----- | ----- | ----- | -------- | ----- | -------- | -------- | ----------- | -------- | ----- | -------- | -------- | ----- | -------- | ----- | -------- | -------- |
| 2023  | オランダ | 3     | 0     | 0     | 0     | 0        | 8     | 2.2      | 1        | 0           | 0        | 0     | 0        | 0        | 0     | 0        | 0     | 0        | 0.00     |

### 背番号
- 26 （2024年）

### 代表歴
- 2019 WBSCプレミア12 オランダ代表
- 2022 ハーレムベースボールウィーク オランダ代表
- 2023 ワールド・ベースボール・クラシック・オランダ代表
- 2023年ヨーロッパ野球選手権大会（英語版）オランダ代表